# Mistrovství světa v ledním hokeji žen do 18 let 2023
Mistrovství světa v ledním hokeji žen do 18 let 2023 bylo 15. mistrovstvím světa žen do 18 let v ledním hokeji ve švédském městě Östersund. O jeho pořádání bylo rozhodnuto během květnového kongresu IIHF v roce 2022, jako náhrada za zrušený šampionát v roce 2021. 

## Výběr pořadatelské země
O pořádání 15. ročníku Mistrovství světa v ledním hokeji žen do 18 let bylo rozhodnuto během květnového kongresu Mezinárodní federace ledního hokeje (IIHF) v Tampere, který proběhl během mistrovství světa 2022. Švédsko mělo původně pořádat turnaj v roce 2021, ten byl ovšem kvůli pandemii covidu-19 zrušen. Turnaj se měl původně konat v Östersund Areně a Klanghallenu nedaleko Östersundu, v srpnu však bylo rozhodnuto, kvůli nevyhovujícím podmínkám, přesunout všechny zápasy do dvou částí Östersund Areny.

## Herní systém
Osm účastníků bylo podle výkonnosti rozděleno do dvou skupin po čtyřech. V rámci skupiny se utkal každý s každým. Za vítězství v základní hrací době se udělily 3 body, za vítězství po prodloužení či samostatných nájezdech 2 body, za prohru po prodloužení či samostatných nájezdech 1 bod a za prohru v základní hrací době 0 bodů. Ze skupiny A postoupila dvojice týmů s nejvyšším počtem bodů do semifinále play-off. Ostatní týmy ze skupiny A a dva nejlepší ze skupiny B postoupili do čtvrtfinále. Týmy na třetím a čtvrtém místě skupiny B odehrály tři zápasy o udržení. Poražený automaticky sestoupil do 1. divize.

## Základní skupiny
Týmy byly do základních skupin rozděleny podle umístění na Mistrovství světa v ledním hokeji žen do 18 let 2022.
| Skupina A   | Skupina B     |
| ----------- | ------------- |
| Kanada (1)  | Česko (5)     |
| USA (2)     | Slovensko (6) |
| Finsko (3)  | Švýcarsko (7) |
| Švédsko (4) | Japonsko (8)  |

### Skupina A

#### Tabulka
| Poř. | Tým     | Z | V | VP | PP | P | VG | OG | B |
| ---- | ------- | - | - | -- | -- | - | -- | -- | - |
| 1.   | Kanada  | 3 | 3 | 0  | 0  | 0 | 15 | 3  | 9 |
| 2.   | USA     | 3 | 2 | 0  | 0  | 1 | 15 | 7  | 6 |
| 3.   | Švédsko | 3 | 1 | 0  | 0  | 2 | 11 | 11 | 3 |
| 4.   | Finsko  | 3 | 0 | 0  | 0  | 3 | 2  | 22 | 0 |

|  | Postup do semifinále  |
|  | Postup do čtvrtfinále |

| 8. ledna 2023 16:00 | USA | 6 : 3 (1:1, 2:1, 3:1) | Švédsko | Östersund Arena A, Östersund Návštěvnost: 760 |  |

| Report | |                                     | |                                                                                           |
| Annelies Bergmannová | Annelies Bergmannová | Brankáři                            | Ida Henrikssonová | Rozhodčí: Jennifer Berezowskiová Jenna Janshenová Čároví: Krityna Hájková Breana Krautová |
| Ava Lindsayoá (Molly Jordanová, Margaret Scanellová) 06:28' Samantha Taberová (Josie St. Martinová, Megan Healyová) 28:03' Peyton Comptonová (Alexandra Lalondeová) 36:31' Lucia DiGirolamiová (Lindzi Avarová, Alexandra Lalondeová) 45:11' Margaret Scanellová (Elly Krepingerová, Megan Healyová) 50:33' Finley McCarthyová (do prázdné branky) 59:04' | Ava Lindsayoá (Molly Jordanová, Margaret Scanellová) 06:28' Samantha Taberová (Josie St. Martinová, Megan Healyová) 28:03' Peyton Comptonová (Alexandra Lalondeová) 36:31' Lucia DiGirolamiová (Lindzi Avarová, Alexandra Lalondeová) 45:11' Margaret Scanellová (Elly Krepingerová, Megan Healyová) 50:33' Finley McCarthyová (do prázdné branky) 59:04' | 1–0 1–1 2–1 2–2 3–2 4–2 5–2 5–3 6–3 | 15:38' Emma Rehnová (Emilia Hallbecková) 34:47' Mira Hallinová (Mira Jungåkerová) 51:54' Linnea Natt och Dagová (Hilda Svenssonová, Mira Hallinová) | Rozhodčí: Jennifer Berezowskiová Jenna Janshenová Čároví: Krityna Hájková Breana Krautová |
| 16 min | 16 min | Tresty                              | 12 min | Rozhodčí: Jennifer Berezowskiová Jenna Janshenová Čároví: Krityna Hájková Breana Krautová |
| 43 | 43 | Střely                              | 32 | Rozhodčí: Jennifer Berezowskiová Jenna Janshenová Čároví: Krityna Hájková Breana Krautová |

| 8. ledna 2023 20:00 | Kanada | 8 : 0 (2:0, 3:0, 3:0) | Finsko | Östersund Arena A, Östersund Návštěvnost: 338 |  |

| Report | |                                 |                        |                                                                                          |
| Arianne Leblancová | Arianne Leblancová | Brankáři                        | Kerttu Kuja-Halkolaová | Rozhodčí: Taylor Hanveltová Anna Kurodaová Čároví: Caroline Buttová Melanie Gotsdinerová |
| Caitlin Kraemerová (Emma Paisová) 03:59' Caitlin Kraemerová (Alex Lawová, Emma Venusiová) 12:13' Abby Lunneyová (Mackenzie Alexanderová) 28:32' Keira Hurryová (Ava Murphyová, Caitlin Kraemerová) 39:02' Piper Groberová (Alex Lawová) 39:35' Ammy Stonehouseová (Alex Lawová, Gracie Grahamová) 44:00' Gracie Grahamová (Abby Stonehouseová) 51:48' Eloise Caronová (Piper Groberová, Jordan Baxterová) 55:15' | Caitlin Kraemerová (Emma Paisová) 03:59' Caitlin Kraemerová (Alex Lawová, Emma Venusiová) 12:13' Abby Lunneyová (Mackenzie Alexanderová) 28:32' Keira Hurryová (Ava Murphyová, Caitlin Kraemerová) 39:02' Piper Groberová (Alex Lawová) 39:35' Ammy Stonehouseová (Alex Lawová, Gracie Grahamová) 44:00' Gracie Grahamová (Abby Stonehouseová) 51:48' Eloise Caronová (Piper Groberová, Jordan Baxterová) 55:15' | 1:0 2:0 3:0 4:0 5:0 6:0 7:0 8:0 |                        | Rozhodčí: Taylor Hanveltová Anna Kurodaová Čároví: Caroline Buttová Melanie Gotsdinerová |
| 6 min | 6 min | Tresty                          | 8 min                  | Rozhodčí: Taylor Hanveltová Anna Kurodaová Čároví: Caroline Buttová Melanie Gotsdinerová |
| 48 | 48 | Střely                          | 9                      | Rozhodčí: Taylor Hanveltová Anna Kurodaová Čároví: Caroline Buttová Melanie Gotsdinerová |

| 9. ledna 2023 16:00 | USA | 8 : 1 (2:0, 3:1, 3:0) | Finsko | Östersund Arena A, Östersund Návštěvnost: 182 |  |

| Report | |                                     |                                                         |                                                                                             |
| Layle Hempová | Layle Hempová | Brankáři                            | Suvi Saarinenová (od 41. minuty Kerttu Kuja-Halkolaová) | Rozhodčí: Sintija Čamaneová Veronica Lovensnövá Čároví: Alexia Cheyrouxová Britt Köstersová |
| Margaret Sccannellová 02:56' Samantha Taberová (Joy Dunneová, Gabrielle Kimová) 14:13' Margaret Sccannellová 24:20' Margaret Sccannellová 24:48' Joy Dunneová (Margaret Sccannellová) 30:58' Gabrielle Kimová (Josie St. Martinová) 46:56' Cassandra Hallová (Ava Lindsayová, Joy Dunneová) 54:55' Finley McCarthyová (Lucia Digirolamová, Margaret Sccannellová) 58:19' | Margaret Sccannellová 02:56' Samantha Taberová (Joy Dunneová, Gabrielle Kimová) 14:13' Margaret Sccannellová 24:20' Margaret Sccannellová 24:48' Joy Dunneová (Margaret Sccannellová) 30:58' Gabrielle Kimová (Josie St. Martinová) 46:56' Cassandra Hallová (Ava Lindsayová, Joy Dunneová) 54:55' Finley McCarthyová (Lucia Digirolamová, Margaret Sccannellová) 58:19' | 1:0 2:0 2:1 3:1 4:1 5:1 6:1 7:1 8:1 | 23:02' Neea Pelkonenová (Pauliina Salonenová)           | Rozhodčí: Sintija Čamaneová Veronica Lovensnövá Čároví: Alexia Cheyrouxová Britt Köstersová |
| 8 min | 8 min | Tresty                              | 8 min                                                   | Rozhodčí: Sintija Čamaneová Veronica Lovensnövá Čároví: Alexia Cheyrouxová Britt Köstersová |
| 40 | 40 | Střely                              | 20                                                      | Rozhodčí: Sintija Čamaneová Veronica Lovensnövá Čároví: Alexia Cheyrouxová Britt Köstersová |

| 9. ledna 2023 20:00 | Švédsko | 2 : 4 (1:1, 1:1, 0:2) | Kanada | Östersund Arena A, Östersund Návštěvnost: 972 |  |

| Report                                                            |                                                                   |                         | |                                                                                     |
| Felicia Franková                                                  | Felicia Franková                                                  | Brankáři                | Hannah Clarková | Rozhodčí: Vanessa Anselmová Ida Henrikssonová Čároví: Anina Egliová Leonie Ernstová |
| Hilda Svenssonová 02:50' Mira Jungakerová (Jenna Rauniová) 39:33' | Hilda Svenssonová 02:50' Mira Jungakerová (Jenna Rauniová) 39:33' | 1:0 1:1 1:2 2:2 2:3 2:4 | 07:36' Emma Paisová 34:07' Alex Lawová (Emma Venusiová, Abby Stonehouseová) 44:58' Caitlin Kraemerová (Alexia Aubinová) 59:45' Caitlin Kraemerová (do prázdné branky) | Rozhodčí: Vanessa Anselmová Ida Henrikssonová Čároví: Anina Egliová Leonie Ernstová |
| 10 min                                                            | 10 min                                                            | Tresty                  | 20 min | Rozhodčí: Vanessa Anselmová Ida Henrikssonová Čároví: Anina Egliová Leonie Ernstová |
| 45                                                                | 45                                                                | Střely                  | 31 | Rozhodčí: Vanessa Anselmová Ida Henrikssonová Čároví: Anina Egliová Leonie Ernstová |

| 11. ledna 2023 16:00 | Finsko | 1 : 6 (0:1, 1:3, 0:2) | Švédsko | Östersund Arena A, Östersund Návštěvnost: 1 125 |  |

| Report                                                  |                                                         |                             | |                                                                                   |
| Kerttu Kuja-Halkolaová (od 44. minuty Suvi Saarinenová) | Kerttu Kuja-Halkolaová (od 44. minuty Suvi Saarinenová) | Brankáři                    | Felicia Franková | Rozhodčí: Jenna Janshenová Zuzana Svobodová Čároví: Huj Wangová Natalia Witkowska |
| Sanni Vanhanenová (Nella Bergová) 26:32'                | Sanni Vanhanenová (Nella Bergová) 26:32'                | 0:1 1:1 1:2 1:3 1:4 1:5 1:6 | 13:17' Ella Hellmanová (Emma Rehnová, Emilia Bergeby Hallbecková) 27:54' Stina Anderssonová (Tilde Utbultová, Astrid Lindebergová) 33:20' Hilda Svenssonová (Sara Lindqvistová, Olivia Sohrnerová) 39:21' Mira Jungakerová (Maja Aleniusová) 40:59' Hilda Svenssonová (Mira Markströmová, Astrid Lindebergová) 43:11' Sara Lundqvistová (Mira Markströmová, Hilda Svenssonová) | Rozhodčí: Jenna Janshenová Zuzana Svobodová Čároví: Huj Wangová Natalia Witkowska |
| 6 min                                                   | 6 min                                                   | Tresty                      | 6 min | Rozhodčí: Jenna Janshenová Zuzana Svobodová Čároví: Huj Wangová Natalia Witkowska |
| 16                                                      | 16                                                      | Střely                      | 36 | Rozhodčí: Jenna Janshenová Zuzana Svobodová Čároví: Huj Wangová Natalia Witkowska |

| 11. ledna 2023 20:00 | Kanada | 3 : 1 (0:0, 2:1, 1:0) | USA | Östersund Arena A, Östersund Návštěvnost: 337 |  |

| Report | |                 |                      |                                                                                                |
| Hannah Clarková | Hannah Clarková | Brankáři        | Annelies Bergmannová | Rozhodčí: Jennifer Berezowskiová Holly Neenanová Čároví: Melanie Gotsdinerová Kristina Hájková |
| Catlin Kraemerová (Charlotte Pieckenhagenová, Emma Paisová) 32:43' Emma Paisová (Charlotte Pieckenhagenová, Abby Lunneyová) 34:57' Catlin Kraemerová 43:12' | Catlin Kraemerová (Charlotte Pieckenhagenová, Emma Paisová) 32:43' Emma Paisová (Charlotte Pieckenhagenová, Abby Lunneyová) 34:57' Catlin Kraemerová 43:12' | 0:1 1:1 2:1 3:1 | 31:15' Joy Dunneová  | Rozhodčí: Jennifer Berezowskiová Holly Neenanová Čároví: Melanie Gotsdinerová Kristina Hájková |
| 8 min | 8 min | Tresty          | 10 min               | Rozhodčí: Jennifer Berezowskiová Holly Neenanová Čároví: Melanie Gotsdinerová Kristina Hájková |
| 35 | 35 | Střely          | 11                   | Rozhodčí: Jennifer Berezowskiová Holly Neenanová Čároví: Melanie Gotsdinerová Kristina Hájková |

### Skupina B

#### Tabulka
| Poř. | Tým       | Z | V | VP | PP | P | VG | OG | B |
| ---- | --------- | - | - | -- | -- | - | -- | -- | - |
| 1.   | Česko     | 3 | 3 | 0  | 0  | 0 | 12 | 6  | 9 |
| 2.   | Slovensko | 3 | 2 | 0  | 0  | 1 | 13 | 8  | 6 |
| 3.   | Švýcarsko | 3 | 1 | 0  | 0  | 2 | 5  | 8  | 3 |
| 4.   | Japonsko  | 3 | 0 | 0  | 0  | 3 | 5  | 13 | 0 |

|  | Postup do čtvrtfinále |
|  | Souboj o udržení      |

#### Zápasy
| 8. ledna 2023 12:00 | Česko | 3 : 2 (0:2, 0:0, 3:0) | Švýcarsko | Östersund Arena A, Östersund Návštěvnost: 179 |  |

| Report | |                     | |                                                                                           |
| Michaela Hesová | Michaela Hesová | Brankáři            | Taline Bendererová                                                                                    | Rozhodčí: Vanessa Anselmová Veronica Lovensnöová Čároví: Alexia Cheyrouxová Anina Egliová |
| Beáta Narovcová (Dominika Malicka, Klaudie Slavíčková) 44:04' Veronika Hojová (Lucie Velinská) 47:02' Zikmunda Mazancová (Anna Vaníčková) 58:42' | Beáta Narovcová (Dominika Malicka, Klaudie Slavíčková) 44:04' Veronika Hojová (Lucie Velinská) 47:02' Zikmunda Mazancová (Anna Vaníčková) 58:42' | 0:1 0:2 1:2 2:2 3:2 | 05:36' Chiara Eggliová (Naemi Herzigová) 06:44' Elena Gaberellová (Ivana Weyová, Alessia Baechlerová) | Rozhodčí: Vanessa Anselmová Veronica Lovensnöová Čároví: Alexia Cheyrouxová Anina Egliová |
| 4 min | 4 min | Tresty              | 6 min                                                                                                 | Rozhodčí: Vanessa Anselmová Veronica Lovensnöová Čároví: Alexia Cheyrouxová Anina Egliová |
| 30 | 30 | Střely              | 11 | Rozhodčí: Vanessa Anselmová Veronica Lovensnöová Čároví: Alexia Cheyrouxová Anina Egliová |

| 8. ledna 2023 14:00 | Slovensko | 6 : 3 (2:1, 1:1, 3:1) | Japonsko | Östersund Arena B, Östersund Návštěvnost: 143 |  |

| Report | |                                     | |                                                                                        |
| Livia Debnárová | Livia Debnárová | Brankáři                            | Ririna Takenakaová | Rozhodčí: Sintija Čamaneová Ida Henrikssonová Čároví: Leonie Ernstová Britt Köstersová |
| Nela Lopušanová (Ema Tóthová) 09:08' Lenka Karkošková (Nela Lopušanová) 19:57' Zuzana Dobiášová (Nela Lopušanová) 20:16' Zuzana Dobiášová (Ema Lacková, Hana Krákorová) 48:22' Zuzana Dobiášová (Ema Tóthová, Hana Krákorová) 50:37' Nela Lopušanová (TS) 58:11' | Nela Lopušanová (Ema Tóthová) 09:08' Lenka Karkošková (Nela Lopušanová) 19:57' Zuzana Dobiášová (Nela Lopušanová) 20:16' Zuzana Dobiášová (Ema Lacková, Hana Krákorová) 48:22' Zuzana Dobiášová (Ema Tóthová, Hana Krákorová) 50:37' Nela Lopušanová (TS) 58:11' | 1:0 1:1 2:1 3:1 3:2 4:2 5:2 5:3 6:3 | 14:17' Azumi Numabeová (Nagomi Murakamiová, Juka Čudžová) 29:51' Nagomi Murakamiová (Harua Umemoriová, Juka Čudžová) 55:55' Nagomi Murakamiová (Rejna Satoová) | Rozhodčí: Sintija Čamaneová Ida Henrikssonová Čároví: Leonie Ernstová Britt Köstersová |
| 4 min | 4 min | Tresty                              | 6 min | Rozhodčí: Sintija Čamaneová Ida Henrikssonová Čároví: Leonie Ernstová Britt Köstersová |
| 29 | 29 | Střely                              | 25 | Rozhodčí: Sintija Čamaneová Ida Henrikssonová Čároví: Leonie Ernstová Britt Köstersová |

| 9. ledna 2023 12:00 | Japonsko | 1 : 5 (0:1, 0:2, 1:2) | Česko | Östersund Arena A, Östersund Návštěvnost: 126 |  |

| Report                              |                                     |                         | |                                                                                  |
| Madoka Sekigučiová                  | Madoka Sekigučiová                  | Brankáři                | Michaela Hesová (od 34. minuty Barbora Dalecká) | Rozhodčí: Holly Neenanová Zuzana Svobodová Čároví: Huj Wangová Natalia Witkowska |
| Ai Tadová (Haura Umemoriová) 43:22' | Ai Tadová (Haura Umemoriová) 43:22' | 0:1 0:2 0:3 1:3 1:4 1:5 | 18:06' Tereza Pištěková (Tereza Plosová, Anna Vaníčková) 24:28' Tereza Plosová (Adéla Šapovalivová) 39:33' Linda Vocetková 44:23' Lucie Velinská (Dominika Malicka) 59:34' Adéla Šapovalivová (Tereza Plosová, Tereza Pištěková) | Rozhodčí: Holly Neenanová Zuzana Svobodová Čároví: Huj Wangová Natalia Witkowska |
| 8 min                               | 8 min                               | Tresty                  | 6 min | Rozhodčí: Holly Neenanová Zuzana Svobodová Čároví: Huj Wangová Natalia Witkowska |
| 18                                  | 18                                  | Střely                  | 35 | Rozhodčí: Holly Neenanová Zuzana Svobodová Čároví: Huj Wangová Natalia Witkowska |

| 9. ledna 2023 18:00 | Slovensko | 4 : 1 (0:1, 3:0, 1:0) | Švýcarsko | Östersund Arena B, Östersund Návštěvnost: 137 |  |

| Report | |                     |                                                    |                                                                                   |
| Livia Debnárová | Livia Debnárová | Brankáři            | Margaux Favrová (od 28. minuty Talina Bendererová) | Rozhodčí: Jenna Janshenová Anna Kurodová Čároví: Caroline Buttová Breana Krautová |
| 21:53' Nela Lopušanová 24:17' Zuzana Dobiášová (Nela Lopušánová, Klára Macková) 27:57' Nela Lopušanová 44:11' Nela Lopušanová (Ema Tothová) | 21:53' Nela Lopušanová 24:17' Zuzana Dobiášová (Nela Lopušánová, Klára Macková) 27:57' Nela Lopušanová 44:11' Nela Lopušanová (Ema Tothová) | 0:1 1:1 2:1 3:1 4:1 | 08:56' Alena Rosselová (Melissa Capezzaliová)      | Rozhodčí: Jenna Janshenová Anna Kurodová Čároví: Caroline Buttová Breana Krautová |
| 4 min | 4 min | Tresty              | 31 min                                             | Rozhodčí: Jenna Janshenová Anna Kurodová Čároví: Caroline Buttová Breana Krautová |
| 28 | 28 | Střely              | 19                                                 | Rozhodčí: Jenna Janshenová Anna Kurodová Čároví: Caroline Buttová Breana Krautová |

| 11. ledna 2023 12:00 | Česko | 4 : 3 (2:1, 1:0, 1:2) | Slovensko | Östersund Arena A, Östersund Návštěvnost: 186 |  |

| Report | |                             | |                                                                                      |
| Michaela Hesová | Michaela Hesová | Brankáři                    | Lívia Debnárová                                                                                       | Rozhodčí: Sintija Čamaneová Taylor Hanveltová Čároví: Anina Egliová Britt Köstersová |
| Adéla Šapovalivová (Veronika Hujová) 03:17' Barbora Juříčková (Linda Vocetková) 12:43' Linda Hotová (Anna Vaníčková, Anežka Čabelová) 35:37' Barbora Juříčková (Natálie Brichová, Anežka Čabelová) 51:25' | Adéla Šapovalivová (Veronika Hujová) 03:17' Barbora Juříčková (Linda Vocetková) 12:43' Linda Hotová (Anna Vaníčková, Anežka Čabelová) 35:37' Barbora Juříčková (Natálie Brichová, Anežka Čabelová) 51:25' | 1:0 1:1 2:1 3:1 3:2 4:2 4:3 | 12:28' Nela Lopušanová 45:38' Tatiana Blichová (Lily Stern) 58:34' Zuzana Dobiášová (Nela Lopušanová) | Rozhodčí: Sintija Čamaneová Taylor Hanveltová Čároví: Anina Egliová Britt Köstersová |
| 6 min | 6 min | Tresty                      | 14 min                                                                                                | Rozhodčí: Sintija Čamaneová Taylor Hanveltová Čároví: Anina Egliová Britt Köstersová |
| 23 | 23 | Střely                      | 20 | Rozhodčí: Sintija Čamaneová Taylor Hanveltová Čároví: Anina Egliová Britt Köstersová |

| 11. ledna 2023 18:00 | Švýcarsko | 2 : 1 (1:0, 0:0, 1:1) | Japonsko | Östersund Arena B, Östersund Návštěvnost: 132 |  |

| Report                                                                            |                                                                                   |             |                                                      |                                                                                     |
| Talina Bendererová (od 30. minuty Margaux Favreová)                               | Talina Bendererová (od 30. minuty Margaux Favreová)                               | Brankáři    | Ririna Takenaková (od 33. minuty Madoka Sekigučiová) | Rozhodčí: Vanessa Anselmová Anna Kurodaová Čároví: Caroline Buttová Leonie Ernstová |
| Alessia Baechlerová (Sonja Inkampová, Ivana Weyová) 04:07' Alena Rosselová 46:39' | Alessia Baechlerová (Sonja Inkampová, Ivana Weyová) 04:07' Alena Rosselová 46:39' | 1:0 2:0 2:1 | 59:54' Harua Umemoriová (Masaki Tanabeová)           | Rozhodčí: Vanessa Anselmová Anna Kurodaová Čároví: Caroline Buttová Leonie Ernstová |
| 6 min                                                                             | 6 min                                                                             | Tresty      | 6 min                                                | Rozhodčí: Vanessa Anselmová Anna Kurodaová Čároví: Caroline Buttová Leonie Ernstová |
| 17                                                                                | 17                                                                                | Střely      | 15                                                   | Rozhodčí: Vanessa Anselmová Anna Kurodaová Čároví: Caroline Buttová Leonie Ernstová |

### O udržení
| 12. ledna 2023 16:00 | Švýcarsko | 5 : 0 (1:0, 0:0, 4:0) | Japonsko | Östersund Arena B, Östersund Návštěvnost: 171 |  |

| Report | |                     |                     |                                                                                             |
| Talia Bendererová | Talia Bendererová | Brankáři            | Madoka Sekigučijová | Rozhodčí: Jennifer Berezowskiová Holly Neenanová Čároví: Alexia Cheyrouxová Breana Krautová |
| Naemi Herzingová 19:06' Elena Gaberellová (Leoni Balzerová, Sonja Inkampová) 41:03' Laure Meriguetová (Elena Gaberellová) 44:52' Leoni Balzerová (Ivana Weyová, Rebecca Langeneggerová, do prázdné branky) 57:47' Alizee Aymonová (do prázdné branky) 58:50' | Naemi Herzingová 19:06' Elena Gaberellová (Leoni Balzerová, Sonja Inkampová) 41:03' Laure Meriguetová (Elena Gaberellová) 44:52' Leoni Balzerová (Ivana Weyová, Rebecca Langeneggerová, do prázdné branky) 57:47' Alizee Aymonová (do prázdné branky) 58:50' | 1:0 2:0 3:0 4:0 5:0 |                     | Rozhodčí: Jennifer Berezowskiová Holly Neenanová Čároví: Alexia Cheyrouxová Breana Krautová |
| 8 min | 8 min | Tresty              | 6 min               | Rozhodčí: Jennifer Berezowskiová Holly Neenanová Čároví: Alexia Cheyrouxová Breana Krautová |
| 19 | 19 | Střely              | 21                  | Rozhodčí: Jennifer Berezowskiová Holly Neenanová Čároví: Alexia Cheyrouxová Breana Krautová |

| 14. ledna 2023 18:00 | Japonsko | 1 : 2 (0:1, 1:0, 0:1) | Švýcarsko | Östersund Arena B, Östersund |  |

| Report                   |                          |             |                                                                                            |                                                                                         |
| Ririna Takenakaová       | Ririna Takenakaová       | Brankáři    | Talina Bendererová                                                                         | Rozhodčí: Sintija Čamaneová Jenna Janshenová Čároví: Alexia Cheyrouxová Leonie Ernstová |
| Sofie Odermattová 31:32' | Sofie Odermattová 31:32' | 0:1 1:1 1:2 | 12:31' Alessia Baechlerová (Ivana Weyová, Alena Lynn Rosselová) 51:33' Alessia Baechlerová | Rozhodčí: Sintija Čamaneová Jenna Janshenová Čároví: Alexia Cheyrouxová Leonie Ernstová |
| 8 min                    | 8 min                    | Tresty      | 8 min                                                                                      | Rozhodčí: Sintija Čamaneová Jenna Janshenová Čároví: Alexia Cheyrouxová Leonie Ernstová |
| 19                       | 19                       | Střely      | 20                                                                                         | Rozhodčí: Sintija Čamaneová Jenna Janshenová Čároví: Alexia Cheyrouxová Leonie Ernstová |

## Play off

### Pavouk
|  | Čtvrtfinále | Čtvrtfinále | Čtvrtfinále |   |         | Semifinále | Semifinále | Semifinále |  |  | Finále     | Finále     | Finále     |
|  |             |             |             |   |         |            |            |            |  |  |            |            |            |
|  |             |             |             |   |         | 1          | Kanada     | 3 PP       |  |  |            |            |            |
|  | 3A          | Švédsko     | 6           |   |         | 1          | Kanada     | 3 PP       |  |  |            |            |            |
|  | 3A          | Švédsko     | 6           | 4 | Finsko  | 2          |            |            |  |  |            |            |            |
|  | 2B          | Slovensko   | 1           | 4 | Finsko  | 2          |            |            |  |  |            |            |            |
|  |             |             |             |   |         |            |            |            |  |  | 1          | Kanada     | 10         |
|  |             |             |             |   |         |            |            |            |  |  | 1          | Kanada     | 10         |
|  |             |             |             |   |         |            |            |            |  |  | 4          | Švédsko    | 0          |
|  |             |             |             |   |         | 2          | USA        | 1          |  |  | 4          | Švédsko    | 0          |
|  | 4A          | Finsko      | 3           |   |         | 2          | USA        | 1          |  |  |            |            |            |
|  | 4A          | Finsko      | 3           | 3 | Švédsko | 2          |            |            |  |  |            |            |            |
|  | 1B          | Česko       | 2           | 3 | Švédsko | 2          |            |            |  |  |            |            |            |
|  | 1B          | Česko       | 2           |   |         |            |            |            |  |  |            |            |            |
|  |             |             |             |   |         | O 5. místo | O 5. místo | O 5. místo |  |  | O 3. místo | O 3. místo | O 3. místo |
|  |             |             |             |   |         |            |            |            |  |  |            |            |            |
|  |             |             |             |   |         |            | Česko      | 6          |  |  | 2          | USA        | 5          |
|  |             |             |             |   |         |            | Slovensko  | 3          |  |  | 4          | Finsko     | 0          |

### Čtvrtfinále
| 12. ledna 2023 16:00 | Švédsko | 6 : 1 (2:1, 2:0, 2:0) | Slovensko | Östersund Arena A, Östersund Návštěvnost: 528 |  |

| Report | |                             |                                         |                                                                                   |
| Felicia Franková | Felicia Franková | Brankáři                    | Lívia Debnárová                         | Rozhodčí: Taylor Hanveltová Zuzana Svobodová Čároví: Kristina Hájková Huj Wangová |
| Stina Anderssonová (Astrid Lindebergová, Moa Gustafssonová) 07:09' Jenna Rauniová (Mira Jungakerová, Ebba Hedqvistová) 12:50' Isabelle Leijonhielmová (Linnea Natt Och Dagová) 23:31' Linnea Natt Och Dagová (Mira Markströmová, Jenna Rauniová) 30:40' Ebba Hedqvistová (Mira Hallinová) 40:29' Hilda Svenssonová (Mira Markströmová, Jenna Rauniová) 47:50' | Stina Anderssonová (Astrid Lindebergová, Moa Gustafssonová) 07:09' Jenna Rauniová (Mira Jungakerová, Ebba Hedqvistová) 12:50' Isabelle Leijonhielmová (Linnea Natt Och Dagová) 23:31' Linnea Natt Och Dagová (Mira Markströmová, Jenna Rauniová) 30:40' Ebba Hedqvistová (Mira Hallinová) 40:29' Hilda Svenssonová (Mira Markströmová, Jenna Rauniová) 47:50' | 1:0 1:1 2:1 3:1 4:1 5:1 6:1 | 09:27' Nela Lopušanová (Ema Donovalová) | Rozhodčí: Taylor Hanveltová Zuzana Svobodová Čároví: Kristina Hájková Huj Wangová |
| 6 min | 6 min | Tresty                      | 6 min                                   | Rozhodčí: Taylor Hanveltová Zuzana Svobodová Čároví: Kristina Hájková Huj Wangová |
| 49 | 49 | Střely                      | 12                                      | Rozhodčí: Taylor Hanveltová Zuzana Svobodová Čároví: Kristina Hájková Huj Wangová |

| 12. ledna 2023 20:00 | Finsko | 3 : 2 (1:0, 0:0, 2:2) | Česko | Östersund Arena A, Östersund Návštěvnost: 228 |  |

| Report | |                     |                                                                                      |                                                                                                |
| Kerttu Kuja-Halkolaová | Kerttu Kuja-Halkolaová | Brankáři            | Michaela Hesová                                                                      | Rozhodčí: Ida Henrikssonová Veronica Lovensnövá Čároví: Melanie Gotsdinerová Natalia Witkowska |
| Pauliina Salonenová (Tilli Keranenová, Sinna Varjonenová) 08:26' Sanni Vanhanenová 52:27' Sanni Vanhanenová (Sinna Varjonenová, Pauliina Salonenová) 52:27' | Pauliina Salonenová (Tilli Keranenová, Sinna Varjonenová) 08:26' Sanni Vanhanenová 52:27' Sanni Vanhanenová (Sinna Varjonenová, Pauliina Salonenová) 52:27' | 1:0 1:1 1:2 2:2 3:2 | 40:44' Tereza Plosová (Adéla Šapovalivová) 46:07' Linda Vocetková (Dominika Malická) | Rozhodčí: Ida Henrikssonová Veronica Lovensnövá Čároví: Melanie Gotsdinerová Natalia Witkowska |
| 8 min | 8 min | Tresty              | 12 min                                                                               | Rozhodčí: Ida Henrikssonová Veronica Lovensnövá Čároví: Melanie Gotsdinerová Natalia Witkowska |
| 36 | 36 | Střely              | 29                                                                                   | Rozhodčí: Ida Henrikssonová Veronica Lovensnövá Čároví: Melanie Gotsdinerová Natalia Witkowska |

### Semifinále
| 14. ledna 2023 16:00 | USA | 1 : 2 (1:0, 0:2, 0:0) | Švédsko | Östersund Arena A, Östersund Návštěvnost: 2 122 |  |

| Report                                         |                                                |             | |                                                                                        |
| Annelies Bergmannová                           | Annelies Bergmannová                           | Brankáři    | Felicia Franková                                                                                          | Rozhodčí: Vanessa Anselmová Hollie Neenanová Čároví: Breana Krautová Natalia Witkowska |
| Lucia Digirolamová (Finley McCarthyová) 17:16' | Lucia Digirolamová (Finley McCarthyová) 17:16' | 1:0 1:1 1:2 | 24:12' Mira Jungakerová (Jenna Rauniová, Ebba Hedqvistová) 26:44' Astrid Lindebergová (Mira Markströmová) | Rozhodčí: Vanessa Anselmová Hollie Neenanová Čároví: Breana Krautová Natalia Witkowska |
| 18 min                                         | 18 min                                         | Tresty      | 12 min | Rozhodčí: Vanessa Anselmová Hollie Neenanová Čároví: Breana Krautová Natalia Witkowska |
| 38                                             | 38                                             | Střely      | 27 | Rozhodčí: Vanessa Anselmová Hollie Neenanová Čároví: Breana Krautová Natalia Witkowska |

| 14. ledna 2023 20:00                                                                            | Kanada                                                                                          | 3 : 2 PP (1:0, 0:1, 1:1 — 1:0) | Finsko                                                                                     | Östersund Arena A, Östersund Návštěvnost: 311                                             |  |
| Hannah Clarková                                                                                 | Hannah Clarková                                                                                 | Brankáři                       | Kerttu Kuja-Halkolaová                                                                     | Rozhodčí: Veronica Lovensnövá Zuzana Svobodová Čároví: Anina Egliová Melanie Gotsdinerová |  |
| Abby Stonehouseová (Emma Paisová) 09:47' Alex Lawová (Emma Paisová) 52:38' Ava Murphyová 67:32' | Abby Stonehouseová (Emma Paisová) 09:47' Alex Lawová (Emma Paisová) 52:38' Ava Murphyová 67:32' | 1:0 1:1 1:2 2:2 3:2            | 31:56' Sanni Vanhanenová (Julia Schalinová) 40:08' Pauliina Salonenová (Sanni Vanhanenová) | Rozhodčí: Veronica Lovensnövá Zuzana Svobodová Čároví: Anina Egliová Melanie Gotsdinerová |  |
| 16 min                                                                                          | 16 min                                                                                          | Tresty                         | 2 min                                                                                      | Rozhodčí: Veronica Lovensnövá Zuzana Svobodová Čároví: Anina Egliová Melanie Gotsdinerová |  |
| 41                                                                                              | 41                                                                                              | Střely                         | 26                                                                                         | Rozhodčí: Veronica Lovensnövá Zuzana Svobodová Čároví: Anina Egliová Melanie Gotsdinerová |  |

### Zápas o 5. místo
| 14. ledna 2023 12:00 | Česko | 6 : 3 (4:0, 1:1, 1:2) | Slovensko | Östersund Arena A, Östersund Návštěvnost: 146 |  |

| Report | |                                     | |                                                                                      |
| Barbora Dalecká | Barbora Dalecká | Brankáři                            | Lívia Debnárová (od 9. minuty Soňa Kubániová)                                                                   | Rozhodčí: Ida Henrikssonová Anna Kurodaová Čároví: Caroline Buttová Britt Köstersová |
| Adéla Šapovalivová (Anna Vaníčková, Eliška Hotová) 00:10' Natálie Brichová (Dominika Malická) 00:31' Barbora Prošková (Adéla Wojnarová) 01:07' Linda Vocetková (Beáta Narovcová, Anežka Čabelová) 08:47' Barbora Prošková (Anežka Čabelová) 33:01' Adéla Šapovalivová (Tereza Plosová, Klaudie Slavíčková) 51:51' | Adéla Šapovalivová (Anna Vaníčková, Eliška Hotová) 00:10' Natálie Brichová (Dominika Malická) 00:31' Barbora Prošková (Adéla Wojnarová) 01:07' Linda Vocetková (Beáta Narovcová, Anežka Čabelová) 08:47' Barbora Prošková (Anežka Čabelová) 33:01' Adéla Šapovalivová (Tereza Plosová, Klaudie Slavíčková) 51:51' | 1:0 2:0 3:0 4:0 5:0 5:1 6:1 6:2 6:3 | 37:34' Nela Lopušanová (Ema Tóthová) 54:04' Nela Lopušanová (Ema Tóthová) 54:23' Tatiana Blichová (Ema Lacková) | Rozhodčí: Ida Henrikssonová Anna Kurodaová Čároví: Caroline Buttová Britt Köstersová |
| 8 min | 8 min | Tresty                              | 2 min | Rozhodčí: Ida Henrikssonová Anna Kurodaová Čároví: Caroline Buttová Britt Köstersová |
| 29 | 29 | Střely                              | 19 | Rozhodčí: Ida Henrikssonová Anna Kurodaová Čároví: Caroline Buttová Britt Köstersová |

### Zápas o 3. místo
| 15. ledna 2023 16:00 | USA | 5 : 0 (1:0, 2:0, 2:0) | Finsko | Östersund Arena A, Östersund Návštěvnost: 678 |  |

| Report | |                     |                        |                                                                                              |
| Annelies Bergmannová | Annelies Bergmannová | Brankáři            | Kerttu Kuja-Halkolaová | Rozhodčí: Sintija Čamaneová Veronica Lovensnövá Čároví: Melanie Gotsdinerová Breana Krautová |
| Joy Dunneová (Elly Klepingerová, Anabella Fanaleová) 17:05' Samantha Taberová (Margaret Sccannellová) 34:31' Kendra Distadová (Lindzi Avarová) 36:24' Alexandra Lalondeová (Ava Lindsayová) 50:29' Anabella Fanaleová (Joy Dunneová, Elly Klepingerová, do prázdné branky) 57:58' | Joy Dunneová (Elly Klepingerová, Anabella Fanaleová) 17:05' Samantha Taberová (Margaret Sccannellová) 34:31' Kendra Distadová (Lindzi Avarová) 36:24' Alexandra Lalondeová (Ava Lindsayová) 50:29' Anabella Fanaleová (Joy Dunneová, Elly Klepingerová, do prázdné branky) 57:58' | 1:0 2:0 3:0 4:0 5:0 |                        | Rozhodčí: Sintija Čamaneová Veronica Lovensnövá Čároví: Melanie Gotsdinerová Breana Krautová |
| 4 min | 4 min | Tresty              | 2 min                  | Rozhodčí: Sintija Čamaneová Veronica Lovensnövá Čároví: Melanie Gotsdinerová Breana Krautová |
| 40 | 40 | Střely              | 23                     | Rozhodčí: Sintija Čamaneová Veronica Lovensnövá Čároví: Melanie Gotsdinerová Breana Krautová |

### Finále
| 15. ledna 2023 20:00 | Kanada | 10 : 0 (5:0, 3:0, 2:0) | Švédsko | Östersund Arena A, Östersund Návštěvnost: 2 700 |  |

| Report | |                                          |                                                    |                                                                                              |
| Hannah Clarková | Hannah Clarková | Brankáři                                 | Felicia Franková (od 13. minuty Ida Henrikssonová) | Rozhodčí: Jennifer Berezowskiová Zuzana Svobodová Čároví: Kristina Hájková Natalia Witkowska |
| Caitlin Kraemerová (Alex Lawová) 05:16' Caitlin Kraemerová (Ava Murphyová) 05:41' Alexia Aubinová (Ava Murphyová, Avery Pickeringová) 09:14' Piper Groberová (Jordan Baxterová, Ava Murphyová) 10:01' Caitlin Kraemerová (Emma Paisová) 12:00' Alexia Aubinová (Charlotte Pieckenhagenová) 23:54' Abby Lunneyová (Gracie Grahamová) 25:11' Mackenzie Alexanderová (Abby Lunneyová) 28:29' Charlotte Pieckenhagenová (Keira Hurryová) 40:52' Caitlin Kraemerová (Emma Venusiová, Keira Hurryová) 49:17' | Caitlin Kraemerová (Alex Lawová) 05:16' Caitlin Kraemerová (Ava Murphyová) 05:41' Alexia Aubinová (Ava Murphyová, Avery Pickeringová) 09:14' Piper Groberová (Jordan Baxterová, Ava Murphyová) 10:01' Caitlin Kraemerová (Emma Paisová) 12:00' Alexia Aubinová (Charlotte Pieckenhagenová) 23:54' Abby Lunneyová (Gracie Grahamová) 25:11' Mackenzie Alexanderová (Abby Lunneyová) 28:29' Charlotte Pieckenhagenová (Keira Hurryová) 40:52' Caitlin Kraemerová (Emma Venusiová, Keira Hurryová) 49:17' | 1:0 2:0 3:0 4:0 5:0 6:0 7:0 8:0 9:0 10:0 |                                                    | Rozhodčí: Jennifer Berezowskiová Zuzana Svobodová Čároví: Kristina Hájková Natalia Witkowska |
| 4 min | 4 min | Tresty                                   | 8 min                                              | Rozhodčí: Jennifer Berezowskiová Zuzana Svobodová Čároví: Kristina Hájková Natalia Witkowska |
| 40 | 40 | Střely                                   | 21                                                 | Rozhodčí: Jennifer Berezowskiová Zuzana Svobodová Čároví: Kristina Hájková Natalia Witkowska |

## Hráčské statistiky

### Kanadské bodování
Toto je konečné pořadí hráček podle dosažených bodů. Za jeden vstřelený gól nebo přihrávku na gól hráčka získala jeden bod.
| Poř. | Hráč                 | Tým       | Z | G  | A | B  | TM | +/- |
| ---- | -------------------- | --------- | - | -- | - | -- | -- | --- |
| 1.   | Nela Lopušanová      | Slovensko | 5 | 9  | 3 | 12 | 2  | +5  |
| 2.   | Caitlin Kraemerová   | Kanada    | 5 | 10 | 1 | 11 | 6  | +10 |
| 3.   | Margaret Scannellová | USA       | 5 | 4  | 4 | 8  | 4  | +4  |
| 4.   | Alex Lawová          | Kanada    | 4 | 3  | 4 | 7  | 2  | +8  |
| 5.   | Emma Paisová         | Kanada    | 5 | 2  | 5 | 7  | 0  | +13 |
| 6.   | Adéla Šapovalivová   | Česko     | 5 | 4  | 2 | 6  | 2  | +2  |
| 7.   | Hilda Svenssonová    | Švédsko   | 6 | 4  | 2 | 6  | 2  | +2  |
| 8.   | Joy Dunneová         | USA       | 5 | 3  | 3 | 6  | 6  | +2  |
| 8.   | Tereza Plosová       | Česko     | 5 | 3  | 3 | 6  | 2  | 0   |
| 10.  | Ema Tóthová          | Slovensko | 5 | 0  | 6 | 6  | 0  | +5  |

### Hodnocení brankářek
Toto je průběžné pořadí pěti nejlepších brankářek.
| Poř. | Hráč                 | Tým       | Z. | MIN    | OG | PZ  | PS  | POG  | Úsp%  |
| ---- | -------------------- | --------- | -- | ------ | -- | --- | --- | ---- | ----- |
| 1.   | Hannah Clarková      | Kanada    | 4  | 247:32 | 5  | 98  | 103 | 1.21 | 95.15 |
| 2.   | Talina Bendererová   | Švýcarsko | 5  | 240:38 | 5  | 85  | 90  | 1.25 | 94.44 |
| 3.   | Annelies Bergmannová | USA       | 4  | 236:54 | 8  | 109 | 117 | 2.03 | 93.16 |
| 4.   | Michaela Hesová      | Česko     | 4  | 212:17 | 8  | 70  | 78  | 2.26 | 89.74 |
| 5.   | Felicia Franková     | Švédsko   | 5  | 251:26 | 11 | 94  | 105 | 2.62 | 89.52 |

## Konečné pořadí
| Místo            | Tým       |
| ---------------- | --------- |
| Zlatá medaile    | Kanada    |
| Stříbrná medaile | Švédsko   |
| Bronzová medaile | USA       |
| 4.               | Finsko    |
| 5.               | Česko     |
| 6.               | Slovensko |
| 7.               | Švýcarsko |
| 8.               | Japonsko  |

## Turnajová ocenění

### Nejlepší hráči podle direktoriátu IIHF
- Brankář:  Felicia Franková
- Obránce:  Mira Jungakerová
- Útočník:  Nela Lopušanová

### All-star tým
- MVP:  Nela Lopušanová
- Brankářka:  Felicia Franková
- Obránci :  Mira Jungakerová /  Molly Jordanová
- Útočníci :  Nela Lopušanová /  Paulina Salonenová /  Caitlin Kraemerová

## Divize I

### Skupina A
Turnaj se konal v italském městě Ritten od 9. do 15. ledna 2023.
| Poř. | Tým      | Z | V | VP | PP | P | VG | OG | B  |
| ---- | -------- | - | - | -- | -- | - | -- | -- | -- |
| 1.   | Německo  | 5 | 3 | 1  | 1  | 0 | 10 | 4  | 12 |
| 2.   | Itálie   | 5 | 2 | 1  | 1  | 1 | 8  | 5  | 9  |
| 3.   | Francie  | 5 | 2 | 1  | 1  | 1 | 11 | 8  | 9  |
| 4.   | Maďarsko | 5 | 2 | 1  | 0  | 2 | 11 | 10 | 8  |
| 5.   | Rakousko | 5 | 0 | 1  | 2  | 2 | 6  | 11 | 4  |
| 6.   | Norsko   | 5 | 1 | 0  | 0  | 4 | 8  | 16 | 3  |

### Skupina B
Turnaj se konal v polských Katovicích od 10. do 15. ledna 2023.
| Poř. | Tým         | Z | V | VP | PP | P | VG | OG | B  |
| ---- | ----------- | - | - | -- | -- | - | -- | -- | -- |
| 1.   | Dánsko      | 4 | 4 | 0  | 0  | 0 | 19 | 3  | 12 |
| 2.   | Polsko      | 4 | 3 | 0  | 0  | 1 | 15 | 3  | 9  |
| 3.   | Španělsko   | 4 | 1 | 1  | 0  | 2 | 6  | 9  | 5  |
| 4.   | Jižní Korea | 4 | 1 | 0  | 1  | 2 | 5  | 12 | 4  |
| 5.   | Tchaj-wan   | 4 | 0 | 0  | 0  | 4 | 2  | 20 | 0  |
| 6.   | Čína        | 0 | 0 | 0  | 0  | 0 | 0  | 0  | 0  |

## Divize II

### Skupina A
Turnaj se konal v Dumfries ve Velké Británii od 21. do 27. ledna 2023.
| Poř. | Tým            | Z | V | VP | PP | P | VG | OG | B  |
| ---- | -------------- | - | - | -- | -- | - | -- | -- | -- |
| 1.   | Austrálie      | 5 | 4 | 0  | 0  | 1 | 16 | 7  | 12 |
| 2.   | Lotyšsko       | 5 | 2 | 2  | 0  | 1 | 14 | 7  | 10 |
| 3.   | Nizozemsko     | 5 | 3 | 0  | 1  | 1 | 9  | 9  | 10 |
| 4.   | Velká Británie | 5 | 3 | 0  | 1  | 1 | 11 | 8  | 10 |
| 5.   | Turecko        | 5 | 0 | 1  | 0  | 4 | 6  | 11 | 2  |
| 6.   | Mexiko         | 5 | 0 | 0  | 1  | 4 | 6  | 20 | 1  |

### Skupina B
Turnaj se konal v bulharské Sofii od 26. ledna do 1. února 2023.
| Poř. | Tým         | Z | V | VP | PP | P | VG | OG | B  |
| ---- | ----------- | - | - | -- | -- | - | -- | -- | -- |
| 1.   | Kazachstán  | 5 | 5 | 0  | 0  | 0 | 35 | 5  | 15 |
| 2.   | Belgie      | 5 | 3 | 1  | 0  | 1 | 22 | 13 | 11 |
| 3.   | Island      | 5 | 2 | 1  | 1  | 1 | 15 | 14 | 9  |
| 4.   | Nový Zéland | 5 | 2 | 0  | 0  | 3 | 19 | 14 | 6  |
| 5.   | Bulharsko   | 5 | 1 | 0  | 1  | 3 | 15 | 21 | 4  |
| 6.   | Estonsko    | 5 | 0 | 0  | 0  | 5 | 1  | 40 | 0  |